# 브렌던 머리
브렌던 머리(Brendan Murray, 1996년 11월 16일 ~ )는 아일랜드의 가수이다. 유로비전 송 콘테스트 2017에서 아일랜드 대표로 참가했다.

## 디스코그래피

### 싱글
| 타이틀         | 연도 | 음반                  |
| -------------- | ---- | --------------------- |
| "Dying to Try" | 2017 | 정규 음반이 아닌 싱글 |